# Битва при Яффе
Битва при Яффе (начало августа 1192 года) — битва в рамках Третьего крестового похода в Святой земле. Во время сражения Ричард Львиное Сердце разбил армию Салах ад-Дина (Саладина) и сохранил город Яффу в руках крестоносцев. Эта битва была последним сражением Третьего крестового похода, после чего Ричард и Саладин заключили перемирие.

## Предыстория
После завершения осады Акры в июле 1191 года Ричард Львиное Сердце принял верховное командование над объединёнными силами крестоносцев. Для укрепления контроля на портами, 22 августа войско в боевом порядке начало марш на Яффу вдоль побережья.
На марше, 7 сентября 1191 года, войско крестоносцев одержало победу над айюбидами в битве при Арсуфе и, продолжив путь к Яффе, через несколько дней заняло город без сопротивления.
Первым делом крестоносцы отстроили город и укрепления, разрушенные Саладином, обеспечив этим безопасную стоянку для своего флота. Яффа была крупнейшим морским портом в Средиземном море на пути в Иерусалим, и Ричард планировал использовать город для снабжения войска при осаде. До самого декабря 1191 года не удавалось обеспечить безопасность поставок в окрестностях Иерусалима, поэтому Ричард попытался заключить с Саладином сепаратный мир, но так и не добился никаких результатов.
Вероятно, Ричард готовился к походу на армию Саладина, расположившуюся в самом сердце Египта. Однако в это время стали приходить тревожные сообщения: из Англии, где брат Ричарда, Иоанн Безземельный узурпировал власть, и из Франции, где король Филипп II Август атаковал ленные владения Ричарда на западе Франции; таким образом, летом 1192 года Ричард готовился покинуть Святую землю и вернуться на родину, чтобы защитить свои интересы[уточнить].
В начале июля 1192 года Ричард прервал поход на Иерусалим и вернул свою армию на побережье; пока переговоры с Саладином о мире продолжались при помощи посланников, Ричард переместился из Яффы в Акру, готовясь к отплытию в Европу.

## Осада Яффы
После ухода большей части армии крестоносцев, 27 июля Саладин осадил стратегически важную Яффу, ранее отстроенную Ричардом.
После трех дней обстрела стены огромными камнями из осадных орудий Саладина, в стене была пробита брешь. Защитники города храбро сражались и обстреливали осаждающих, а в пробитой бреши, гарнизон Яффы организовал мощный щит, отбрасывая мусульман от стен города. В результате большое количество солдат Саладина были убиты. Половина войска айюбидов уже не могла сражаться, и только перспектива добычи удерживали их в строю.
30 июля 1192 года, не имея возможности более сопротивляться, осаждённые начали переговоры о сдаче города. Саладин принял выкуп за гарнизон и дал разрешение всем христианам беспрепятственно покинуть город вместе с движимым имуществом. Но войска айюбидов были разочарованы таким решением своего господина. Увидев богатства, выносимые христианами из города, измученное и жадное войско мусульман набросилось на них, вопреки запрету Саладина. Пока турки и курды грабили Яффу, по совету Саладина, до восстановления порядка, христиане закрепились в цитадели. Разгневанный Саладин приказал своим мамлюкам заблокировать выход из города, отобрать всю награбленную добычу, а грабителей казнить.
Ричард находился со своими главными силами в Акре, когда 29 июля получил сообщение об осаде Яффы. С небольшим войском он сразу на нескольких галерах отплыл на помощь городу; основное войско повел по суше Генрих, граф Шампанский, будущий король Иерусалима.

## Битва при Яффе
За четыре дня Ричард достиг берега Яффы. Когда он увидел над городом мусульманский флаг, то ошибочно решил, что город пал. При виде кораблей, защитники цитадели предприняли вылазку, а один из них доплыл до корабля Ричарда и сообщил, что Яффа ещё держится. Со свойственной Ричарду беззаботностью он приказал подплыть как можно ближе к берегу; его войска спрыгнули в воду и побежали по берегу, где уже выстроились люди Саладина для битвы. Разгромив армию айюбидов на берегу, Ричард прорвал осаду и изгнал всех мусульман из города. Саладин с большими потерями вынужден был отступить.
В спешке Ричард стал восстанавливать городские стены, что было более необходимо, чем очищение города от трупов. Так как в городе было слишком много убитых, войску Ричарда пришлось расположиться лагерем у стен Яффы. Тем временем с остатками войск прибыл по морю Генрих Шампанский: по пути к Яффе он столкнулся с мусульманскими войсками в Кесарии, что и помешало ему быстро продвигаться. Из людей, приведённых им с собой, у него было только собственное сопровождение (вероятно не более 50 рыцарей), а также несколько сотен арбалетчиков. Рыцари также не привели с собой лошадей, в результате чего они все должны были сражаться пешими. По разным сообщениям, в битве при Яффе у рыцарей Ричарда было всего 15 или даже 6 лошадей.
Саладин решил не ждать, пока к Ричарду подойдёт остальное подкрепление из Кесарии, и напал на город.
У Саладина было около 7 тысяч мамелюков и курдов, у крестоносцев — 54 или 55 (по некоторым источникам — 80) рыцарей, и около 2 тысяч пехоты, в основном генуэзских и пизанских арбалетчиков из флота, а также английских арбалетчиков и лучников.
4 августа 1192 года после наступления темноты, Саладина привел свою армию на короткое расстояние к лагерю Ричарда под стенами Яффы с тем, чтобы атаковать на рассвете. генуэзская пехота Ричарда заметила всадников, поэтому христиане успели выстроиться в боевой порядок.
Копейщики были выдвинуты вперед и расставлены тесными полукругами, в интервалах за копейщиками стояли арбалетчики, за каждым из которых — воин, который натягивал, заряжал и подавал готовый к стрельбе арбалет; копейщики прикрылись щитами, опустились на одно колено и направили копья в грудь лошадям.
По другим описаниям, копейщики образовывали линию или круг, посреди которого расположился король с резервом из небольшого количества рыцарей.
По одному описанию, когда айюбиды увидели боевой порядок войска Ричарда, остатки мужества их покинули и они не могли сражаться, а мамлюки самого Саладина предприняли атаку, но были обстреляны арбалетчиками и с большими потерями вынуждены были отступить, остальное же войско не стало атаковать, несмотря на перспективу разграбления города.
По другому описанию, мусульмане надвигались на крестоносцев отряд за отрядом, но не решались атаковать. Стрельбой на скаку они не добились ничего, однако сами понесли
значительный урон от арбалетчиков, которым было приказано стрелять без перерыва; так продолжалось несколько часов, в конце концов, Ричард во главе рыцарского резерва атаковал войска Саладина, ворвался в их ряды и лично отбил графа Лейчестера и Ральфа Молеона, которые были окружены и подвергались опасности попасть в плен; мусульмане отступили. Современные битве источники называют потери в 700 человек и 1 500 лошадей у мусульман, только 2 человек у крестоносцев.
Принято объяснять победу крестоносцев над превосходящими силами в битве при Яффе использованием выгодного боевого порядка, однако историк Ханс Дельбрюк, отмечает, что воины Саладина были известны столь же храбростью, сколь и хорошим вооружением, и одна линия копейщиков, даже с двойной линией арбалетчиков — недостаточное препятствие, чтобы отпугнуть крепкую, хорошо вооруженную массу конницы; он предполагает, что сведения как о потерях, так и о силах мусульман в этой битве были преувеличены.
В результате битвы, Саладин вынужден был окончательно отступить от Яффы.
Баха ад-Дин, биограф Саладина, записал дань воинскому мастерству Ричарда в этой битве: «Меня уверяли… что в тот день король Англии с копьем в руке проезжал на всю длину нашей армии справа налево, и ни один из наших воинов не покинул ряды, чтобы напасть на него. Султан разгневался на это и в гневе покинул поле боя…».

### Эпизод с даром Саладина
В сражение при Яффе у Ричарда Львиное Сердце было чрезвычайно мало всадников, всего около 15 или даже 6 человек.
Некий Бернард рассказывает о любопытном эпизоде:
Когда Саладину показали английского короля, командовавшими пешими воинами, тот воскликнул: «Как! Такой король стоит пешим среди своих людей! Это неприлично». Тогда Саладин отправил ему коня и поручил вестнику сказать, что такое лицо, как он, не должен оставаться пешим посреди своих людей в столь великой опасности. Вестник исполнил все, что приказал ему его властелин. Он явился к королю и представил ему коня от имени Салах ад-Дина. Король поблагодарил его, и потом приказал одному из своих воинов сесть на коня и проехать перед ним. Всадник дал коню шпоры и хотел его повернуть, но не мог, и конь унёс его против воли в лагерь сарацин. Саладин был весьма пристыжён этим обстоятельством и отправил к нему другого коня.
По другим свидетельствам, двух боевых коней прислал пешему Ричарду сын Саладина, Сейфеддин, которого Ричард незадолго до того опоясал мечом.

## Последствия
Битва при Яффе была последним значимым столкновением в рамках Третьего крестового похода, по результатам которого Ричард Львиное Сердце и Салах ад-Дин вступили в переговоры: 2 сентября 1192 года было подписано перемирие на 3 года. Христианам дозволялось беспрепятственно посещать святые места. За Саладином оставался Иерусалим и Аскалон. Крестоносцам досталась узкая береговая полоса от Яффы до Тира.